# Caladenia villosissima
Caladenia villosissima là một loài thực vật có hoa trong họ Lan. Loài này được (G.W.Carr) Hopper & A.P.Br. mô tả khoa học đầu tiên năm 2004.